# Германа ді Натале
Германа ді Натале (італ. Germana Di Natale; нар. 2 квітня 1974) — колишня італійська тенісистка.
Найвищу одиночну позицію світового рейтингу — 149 місце досягла 12 червня 2000, парну — 314 місце — 25 липня 1994 року.
Здобула 1 одиночний та 4 парні титули туру ITF.

## Фінали ITF

### Одиночний розряд (1–2)
| турніри $100,000 |
| турніри $75,000  |
| турніри $50,000  |
| турніри $25,000  |
| турніри $10,000  |

| Результат | Ранг | Дата           | Турнір              | Покриття | Суперниця              | Рахунок       |
| --------- | ---- | -------------- | ------------------- | -------- | ---------------------- | ------------- |
| Поразка   | 1.   | 24 січня 1994  | Понтеведра, Іспанія | Килим    | Паула Ерміда           | 6–7, 6–3, 2–6 |
| Перемога  | 1.   | 12 травня 1996 | Ле-Туке, Франція    | Ґрунт    | Патті ван Аккер        | 6–3, 7–6      |
| Поразка   | 2.   | 20 квітня 1997 | Angilli, Італія     | Ґрунт    | Оана Елена Голімбйоскі | 5–7, 2–6      |

### Парний розряд (4–5)
| Результат | Ранг | Дата            | Турнір            | Покриття  | Партнерка          | Суперниці                             | Рахунок       |
| --------- | ---- | --------------- | ----------------- | --------- | ------------------ | ------------------------------------- | ------------- |
| Поразка   | 1.   | 3 серпня 1992   | Ніколозі, Італія  | Ґрунт     | Емануела Брузаті   | Ріта Гранде Лаура Лапі                | 4–6, 2–6      |
| Поразка   | 2.   | 2 серпня 1993   | Дублін, Ірландія  | Ґрунт     | Ваніна Казанова    | Маріана Діас-Оліва Валентіна Соларі   | 6–4, 3–6, 2–6 |
| Поразка   | 3.   | 30 серпня 1993  | Масса, Італія     | Ґрунт     | Джулія Тоскі       | Аліче Канепа Джулія Казоні            | 6–7, 1–6      |
| Перемога  | 1.   | 17 січня 1994   | Оренсе, Іспанія   | Килим     | Патрісія Маркова   | Стефані Ґомпертс Наталі Тейссен       | 7–5, 6–3      |
| Перемога  | 2.   | 19 червня 1995  | Елваш, Португалія | Тверде    | Жуана Педрозу      | Бонні Блікер Мануела Кошта            | 5–7, 7–5, 6–3 |
| Поразка   | 4.   | 22 квітня 1996  | Барі, Італія      | Ґрунт     | Андрея Ехрітт-Ванк | Яна Мацурова Ольга Виметалкова        | 4–6, 6–4, 5–7 |
| Перемога  | 3.   | 30 березня 1997 | Дінар, Франція    | Ґрунт     | Федеріка Фортуні   | Магалі Лямарр Анна-Карін Свенссон     | 6–4, 7–5      |
| Перемога  | 4.   | 4 лютого 2001   | Майорка, Іспанія  | Ґрунт     | Андрея Ванк        | Раїса Гуревич Дінара Сафіна           | 7–5, 3–6, 6–4 |
| Поразка   | 5.   | 25 березня 2001 | Шоле, Франція     | Ґрунт (i) | Елені Даніліду     | Юлія Бейгельзимер Анастасія Родіонова | 1–6, 6–7(5)   |